# Cahita nahua
Cahita nahua är en kackerlacksart som först beskrevs av Henri Saussure 1868.  Cahita nahua ingår i släktet Cahita och familjen småkackerlackor. Inga underarter finns listade.